# توماس س. أكتون
توماس س. أكتون (بالإنجليزية: Thomas Coxon Acton Sr.)‏ هو مصرفي أمريكي، ولد في 23 فبراير 1823 في مانهاتن في الولايات المتحدة، وتوفي في 1 مايو 1898 في ديب ريفر في الولايات المتحدة.